# Michael Grant (Amerikaans auteur)
Michael Grant (Los Angeles, 26 juli 1954) is een Amerikaans schrijver. Hij is medebedenker en coauteur van de boekenreeksen Animorphs en Everworld, maar in Nederland en België is hij bekend door zijn serie Gone.
Michael Grant groeide op in een militair gezin en bezocht 10 scholen in 5 staten, alsmede 3 scholen in Frankrijk. Als volwassene werd hij schrijver, voor een deel omdat "het een van de weinige banen was die hem niet zou binden aan een specifieke locatie". De achterflap van een van zijn boeken vermeldt: "Hij woont in Californië met zijn vrouw, Katherine Applegate, en hun twee kinderen, en veel te veel huisdieren." Begin 2009 verscheen het vervolg op Gone, getiteld Honger. In 2010 kwam het derde deel in de serie uit onder de titel Leugens. Het vierde boek verscheen onder de titel Plaag. Het vijfde deel in de reeks, Angst, verscheen in België en Nederland in september 2012. Het zesde boek, Licht, verscheen eind 2013.
De auteur schreef ook diverse andere reeksen, waaronder The Magnificent Twelve en de thrillerreeks BZRK.